# Departament de Capital (San Juan)
Capital és un departament de la província de San Juan (Argentina). Hi predomina un paisatge completament urbanitzat amb una alta densitat de població, ja que conté la ciutat de San Juan, i s'hi concentra tot el poder administratiu i financer de la província.

## Història
La història del departament de Capital corre paral·lela a la història provincial sent, en molts casos, impossible diferenciar-les. També comparteix amb la província el seu sant patró: Sant Joan Baptista. La ciutat de San Juan va ser, des de la seva fundació en 13 de juny del 1562, el centre de població més important de la regió. Com a municipi va ser organitzat el 1866 per Anacleto Gil. Va néixer com un poblat humil i així es va mantenir durant molt temps. Posteriorment l'acció de governadors i particulars va atorgant-li les característiques urbanes: empedrat, arbrat, edificis públics, teatres, passeigs i enllumenat. Els grans progressos com el ferrocarril, el tramvia, el paviment, l'electricitat, el telègraf, el telèfon i les clavegueres van arribar a fins del segle xix i principi del xx.

## Geografia
La capital de San Juan té una superfície de 30 km². AL nord limita amb el departament de Chimbas, a l'est amb el de Santa Lucía, a l'oest amb el de Rivadavia i al sud amb el de Rawson. La població aproximada del departament de Capital és de 118.500 habitants.